# Pierre Gaspard-Huit
Pour les articles homonymes, voir Gaspard et Huit.
Jean-Michel Pierre Gaspard-Huit, parfois désigné sous le pseudonyme de Michel Clermontet, est un réalisateur, scénariste et un écrivain français, né le 29 novembre 1917 à Libourne et mort le 1er mai 2017 à Paris 16e.

## Biographie
Gaspard-Huit, passionné de cinéma dès son plus jeune âge, se rendit en Allemagne pour y étudier le cinéma dans les années 1930. Il fit, selon ses propres déclarations, ses premières expériences d'assistant pour les versions françaises de films allemands.

Sur les conseils de René Clair, il s'inscrivit au Cours Simon pour apprendre à connaître également le métier d'acteur. Il en est sorti avec un premier prix. 
Mobilisé et envoyé au front en 1940, il fut fait prisonnier et passa plusieurs années en Allemagne où, à partir de 1943, il put exercer en tant qu'assistant metteur en scène aux studios Bavaria à Munich. En janvier 1945, il fut embauché par Hans Steinhoff en tant qu'assistant-réalisateur pour un film policier Shiva und die Galgenblume qui devait être tourné à Prague aux studios Barrandov. Mais, vers le mois de mars, une partie de l'équipe de tournage quitta les studios en raison de l'insécurité grandissante pour les ressortissants allemands à Prague ; le film ne fut donc pas achevé. 
De retour à Paris, il continua dès 1946 son activité d'assistant réalisateur avec Coïncidences. Dans le film belge Passeurs d'or tourné en 1948, il adapta le scénario et les dialogues. En 1954, il écrivit le scénario de Série noire.
Après avoir acquis une certaine expérience au travers de courts-métrages et de films documentaires, et ayant coréalisé avec Roger Richebé La Fugue de monsieur Perle avec Louis de Funès en 1952, il réalisa en 1954 son premier long-métrage, Sophie et le Crime, avec Marina Vlady, film pour lequel il adapta également le scénario. 
Au cours de sa carrière, il fut amené à mettre en scène des acteurs de renommée tels que Brigitte Bardot, Jean Marais dans Le Capitaine Fracasse, Peter van Eyck, Hildegard Knef ainsi que Romy Schneider et Alain Delon dans Christine. Il a été également à de nombreuses reprises mis à contribution par les studios pour le remplacement de metteurs en scène qui ne pouvaient respecter leurs engagements pour diverses raisons, incompatibilité d'humeur avec certaines personnes ou autre...voire décès. 
À partir du milieu des années 1960, il se tourna vers la réalisation de films pour la télévision allemande notamment La Légende de Bas-de-Cuir pour la ZDF, et française comme Les Galapiats. Il se consacra en parallèle à l'écriture de scénarios pour des téléfilms de collègues metteurs en scène. 
Ce fut avec la rédaction du scénario de L'Homme de Suez en 1983 qu'il mit fin à sa carrière cinématographique. 
En 2014, Pierre Gaspard-Huit se livre dans une interview où il relate sa carrière, ses rencontres avec Louis de Funès, Brigitte Bardot, Alain Delon, Mireille Darc...
Il meurt le 1er mai 2017 à Paris 16e,.

### Vie privée
Pierre Gaspard-Huit se marie en 1959 avec l'actrice et mannequin Claudine Auger, de 24 ans sa cadette, élue Miss Cinémonde en 1957 et dauphine de Miss Monde en 1958. Ils divorcent en 1969.
Il était marié à la comédienne Marie-Christine Demarest en secondes noces.

## Filmographie

### Réalisateur

#### Cinéma
- 1949 : La Vie tragique de Maurice Utrillo
- 1951 : L'Herbe à la Reyne
- 1952 : La Fugue de monsieur Perle (coréalisé avec Roger Richebé)
- 1954 : La Marche glorieuse (documentaire sur le maréchal De Lattre de Tassigny co-réalisé avec William Magnin)
- 1955 : Sophie et le Crime
- 1956 : Paris Canaille
- 1956 : La mariée est trop belle
- 1957 : Les Lavandières du Portugal
- 1958 : Christine
- 1961 : Le Capitaine Fracasse
- 1963 : Shéhérazade
- 1964 : Gibraltar
- 1966 : À belles dents

#### Télévision
- 1969 : La Légende de Bas-de-Cuir (Die Lederstrumpferzählungen) (avec Jean Dréville et Sergiu Nicolaescu)
- 1969 : Les Galapiats
- 1973 : Le Neveu d’Amérique
- 1974 : Paul et Virginie
- 1980-1981 : La Vie des autres : La Crétoise de Jean-Pierre Desagnat (1980) - Le Scandale de Jean-Pierre Desagnat (1980) - Vasco d'Alain Quercy (1981), Pomme à l'eau d'Emmanuel Fonlladosa (1981) série télévisée (scénariste)

### Scénariste

#### Cinéma
- 1948 : Passeurs d'or d'Émile-Georges De Meyst
- 1958 : Quand  sonnera midi d'Edmond T. Gréville
- 1963 : Shéhérazade

#### Télévision
- 1983 : L'Homme de Suez, mini-série télévisée, scénario co-écrit avec Jacques Robert

### Assistant réalisateur
- 1937 : Êtes-vous jalouse ? d'Henri Chomette
- 1946 : Coïncidences de Serge Debecque
- 1951 : Gibier de potence de Roger Richebé

### Récompenses
- Lauréat du prix Lumière en 1950 pour le moyen métrage La Vie tragique d'Utrillo

## Œuvre littéraire
- 1984 - L'Homme de Suez : le roman de Ferdinand de Lesseps
- 1985 - Hugo, un satyre de génie
- 1986 - Catalina la terrible : la vie extraordinaire de la nonne Conquistador
- 1988 - L'Aigle de la Volga : la révolte de Stenka Razine
- 1989 - L'Illuminatrice : Helena Blavatsky
- 1990 - De pourpre et d'or : Irène impératrice de Byzance